# Черносливка
Черносли́вка (до 1945 года Бешу́й; укр. Чорносливка, крымскотат. Beşüy, Бешуй) — исчезнувшее село в Белогорском районе Республики Крым (согласно административно-территориальному делению Украины — Автономной Республики Крым). Располагалось на юге района, в предгорье Главной гряды Крымских гор, в верховьях долины реки Кучук-Карасу, примерно в 2 км ниже (севернее) современного села Поворотное.

## История
Впервые в доступных источниках, по мнению Бертье-Делагарда селение, как Bezalega, встречается в договоре Генуи с Элиас-Беем Солхатским 1381 года. После захвата в 1475 году Кафы Османами Бешуй, видимо, был включён в Судакский кадылык Кефинского санджака (позже — эялета), но документалльных подтверждений этому пока нет. Упоминается деревня в «Ведомости о выведенных из Крыма в Приазовье христианах» А. В. Суворова от 18 сентября 1778 года, согласно которому из селения Бешутки был выведен 41 человек грузин. На новом месте выходцы из села, вместе с бывшими жителями-грузинами из Кафы, Бахчисарая, Карасубазара, Козлова, Какчиоя, Султан-Салы, Чермалыка и Урталака основали село Игнатьевка (ныне не существует).
В Камеральном Описании Крыма… 1784 года записано, что в последний период Крымского ханства Бешевле входил в Карасубазарский кадылык Карасубазарского каймаканства. После присоединения Крыма к России (8) 19 апреля 1783 года, (8) 19 февраля 1784 года, именным указом Екатерины II сенату, на территории бывшего Крымского Ханства была образована Таврическая область и деревня была приписана к Левкопольскому, а после ликвидации в 1787 году Левкопольского — к Феодосийскому уезду Таврической области. После Павловских реформ, с 1796 по 1802 год, входила в Акмечетский уезд Новороссийской губернии. По новому административному делению, после создания 8 (20) октября 1802 года Таврической губернии, Бешевли был включён в состав Кокташской волости Феодосийского уезда.
По Ведомости о числе селений, названиях оных, в них дворов… состоящих в Феодосийском уезде от 14 октября 1805 года, в деревне Бешевли числилось 5 дворов и 57 жителей, исключительно крымских татар. На военно-топографической карте генерал-майора Мухина 1817 года деревня обозначена как Беш-Эв с 10 дворами. После реформы волостного деления 1829 года Бешуй, согласно «Ведомости о казённых волостях Таврической губернии 1829 года» остался в составе Кокташской волости. На карте 1836 года в деревне 16 дворов. Затем, видимо, вследствие эмиграции крымских татар в Турцию, деревня опустела и на карте 1842 года деревня Бешев обозначен условным знаком «малая деревня», то есть, менее 5 дворов.
В 1860-х годах, после земской реформы Александра II, деревню приписали к Салынской волости того же уезда. В «Списке населённых мест Таврической губернии по сведениям 1864 года», составленном по результатам VIII ревизии 1864 года, Бешуй — владельческая татарская деревня с 18 дворами, 72 жителями и мечетью при речке Малой Кара-Су (на трёхверстовой карте Шуберта 1865—1876 года в деревне Бешев обозначено 16 дворов). В «Памятной книге Таврической губернии 1889 года» по результатам Х ревизии 1887 года записана Бешуй с 26 дворами и 130 жителями. По «…Памятной книжке Таврической губернии на 1892 год» в Бешуе, не входившей ни в одно сельское общество, числилось 104 безземельных жителя, домохозяйств не имеющих, а на подробной военно-топографической карте 1892 года в Бешуе обозначены 22 двора с татарским населением.
После земской реформы 1890 года, Бешуй оостался в составе Салынской волости. По «…Памятной книжке Таврической губернии на 1902 год» в деревне и экономии Бешуй, входившей в Сартанское сельское общество, числилось 77 жителей, домохозяйств не имеющих. По Статистическому справочнику Таврической губернии. Ч.II-я. Статистический очерк, выпуск пятый Феодосийский уезд, 1915 год, в селе Бешуй (на земле А. Г. Бенглерова) Салынской волости Феодосийского уезда числился 21 двор (все дворы безземельные) со смешанным населением в количестве 110 человек приписных жителей, из которых 55 мужчин и 55 женщин. Жители землёй не владели, в хозяйствах имелось 24 лошади, 10 волов, 21 корова и 217 голов овец, свиней, или коз.
После установления в Крыму Советской власти, по постановлению Крымревкома от 8 января 1921 года была упразднена волостная система и село вошло в состав вновь созданного Карасубазарского района Симферопольского уезда, а в 1922 году уезды получили название округов. 11 октября 1923 года, согласно постановлению ВЦИК, в административное деление Крымской АССР были внесены изменения, в результате которых округа ликвидировались, Карасубазарский район стал самостоятельной административной единицей и село включили в его состав. Согласно Списку населённых пунктов Крымской АССР по Всесоюзной переписи 17 декабря 1926 года, в селе Бешуй, центре Бешуйского сельсовета Карасубазарского района, числилось 29 дворов, все крестьянские, население составляло 155 человек, из них 63 русских, 61 татарин, 20 армян, 6 немцев и 5 украинцев.
В 1944 году, после освобождения Крыма от фашистов, согласно постановлению ГКО № 5859 от 11 мая 1944 года, 18 мая крымские татары из Бешуя были депортированы в Среднюю Азию. 12 августа 1944 года было принято постановление № ГОКО-6372с «О переселении колхозников в районы Крыма», в исполнение которого в район завезли переселенцев: 6000 человек из Тамбовской и 2100 — Курской областей, а в начале 1950-х годов последовала вторая волна переселенцев из различных областей Украины. С 25 июня 1946 года Бешуй в составе Крымской области РСФСР Указом Президиума Верховного Совета РСФСР от 21 августа 1945 года Бешуй был переименован в Черносливку и Бешуйский сельсовет — в Черносливский. Видимо, после выселения жителей село окончательно пришло в упадок и вскоре было ликвидировано, так как в справочнике с перечнем сёл, упразднённых после 1954 года Черносливка отсутствует.

### Динамика численности населения
| - 1805 год — 57 чел. - 1864 год — 72 чел. - 1889 год — 130 чел. - 1892 год — 104 чел. | - 1902 год — 77 чел. - 1915 год — 110 чел. - 1926 год — 155 чел. |